# L'Arlesiana

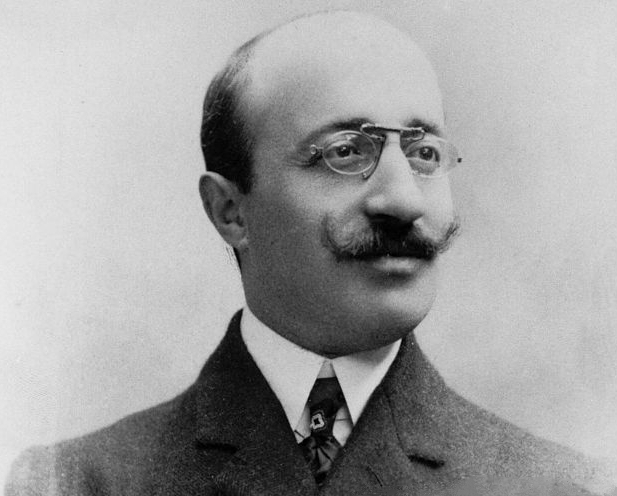
Francesco Cilea

L'Arlesiana (Flickan från Arles) är en italiensk opera (dramma lirico) i tre (ursprungligen fyra) akter med musik av Francesco Cilea och libretto av Leopoldo Marenco efter Alphonse Daudets pjäs L'Arlésienne (1872), som i sin tur bygger på en av dennes noveller i samlingen Brev från min kvarn.

## Historia
Till premiären av Daudets pjäs hade Georges Bizet komponerat mellanaktsmusik, senare sammanställt i två orkestersviter. Cilea blev också intresserad av pjäsen som gav honom tillfälle att kombinera pastoral idyll med veristisk handling. Operan hade premiär den 27 november 1897 på Teatro Lirico i Milano. 1898 reviderade Cilea operan till en version i tre akter. Operan väckte ett visst intresse till en början, mest för att tenoren Enrico Caruso sjöng den manliga huvudrollen Federico. Tre arior har blivit slagnummer: Baldassares aria "Come due tizzi accesi" (akt I), Federicos klagan "È la solita storia del pastore" (akt II) och Rosas bön "Essser madre è un inferno" (akt III).

## Personer
- Federico, passionerat förälskad i en flicka från Arles, (L'arlesiana) (tenor)
- Vivetta, förälskad i Federico (sopran)
- Rosa Mamai, Federicos moder (mezzosopran)
- L'innocente, Federicos yngre broder (mezzosopran)
- Marco, Federicos farbror (bas)
- Baldassare, en gammal herde (baryton)
- Metifio, en oxdrivare (baryton)

## Handling
Rosa Mamai oroar sig för sonens lycka. Han har förlorat sitt hjärta till en kvinna med tvivelaktigt rykte från Arles (titelkaraktären som aldrig syns). För att bespara honom den bitterhet som sanningen skulle innebära om kvinnan råder mamman den unga flickan Vivetta att nära sig Federico. Vivetta älskar Federico på avstånd men innerligt. De båda förälskar sig i varandra. Men precis innan bröllopet blir Federico påmind om sin forna passion. Oxdrivaren Metifio berättat att han har haft ett förhållande med flickan från Arles. Nyheten blir för mycket för Federico som tar sitt liv.